# Sekuru Kaguvi
Sekuru Kaguvi, (Kagubi ou Kakubi), est un svikiro (prophète ou médium), un leader nationaliste de la première Chimurenga dans le Zimbabwe pré-colonial. Le surnom de Kaguvi lui est donné car il est censé parler au nom de Mwari, l'Être suprême des Shonas. Lorsque la rébellion se termine, il est accusé de meurtre par un policier autochtone, appelé « Charlie », un collaborateur des autorités coloniales. Kaguvi est déclaré coupable et pendu en 1898.